# Eastern blot
Eastern blot je spíše než samostatná technika považována za rozšíření laboratorní techniky detekce proteinů zvané western blot. Podobně jako ona využívá SDS-PAGE elektroforézu a následný přenos proteinů na nitrocelulosovou membránu a jejich detekci. Slouží ke zjištění postranslačních úprav důležitých ke správné funkci proteinu, například k detekci epitopů na proteinech (tzn. vazných míst pro protilátky). Využívá se přitom mnoho druhů různých prób. Název eastern blot byl přitom v odborné literatuře použit již pro vícero podobných technik a jeho definice tak není zcela ustálená. Díky své menší materiální náročnosti se dnes dává přednost eastern blotu před HPLC (tzn. vysokoúčinnou kapalinovou chromatografií).